# 菲亚克
菲亚克（法語：Fiac，法語發音：[fjak]）是法国奧克西塔尼大區塔恩省的一个市镇，属于卡斯特尔区。

## 地理
菲亚克（43°42'6"N, 1°54'25"E）面积25 平方千米，位于法国奧克西塔尼大區塔恩省，该省份为法国南部内陆省份，北起顺时针与阿韦龙省、埃罗省、奥德省、上加龙省和塔恩-加龙省接壤。
与菲亚克接壤的市镇（或旧市镇、城区）包括：圣戈藏、昂布尔、布里亚泰克斯特、卡巴内斯、达米亚特、圣乔治堡、拉沃尔、泰索德、维泰尔布。

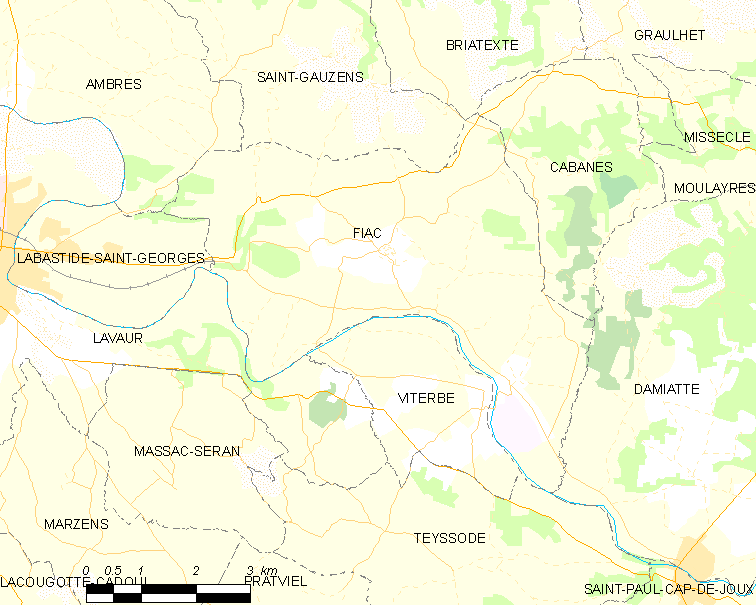
菲亚克的OSM定位图

菲亚克的时区为UTC+01:00、UTC+02:00（夏令时）。

## 行政
菲亚克的邮政编码为81500，INSEE市镇编码为81092。

## 政治
菲亚克所属的省级选区为阿古平原县。

## 人口

1962-2008年间菲亚克人口变化图示

菲亚克于2022年1月1日时的人口数量为927人。